# Ahausen
Ahausen er en kommune i Samtgemeinde Sottrum i den sydvestlige del af Landkreis Rotenburg (Wümme), i den nordlige del af den tyske delstat Niedersachsen. Samtgemeindens administration ligger i byen Sottrum.

## Geografi
I kommunen ligger også landsbyen Eversen. Ahausen ligger i landskabet Stader Geest i overgangen mellem Wümmeniederung og Achim-Verdener Geest.

### Nabokommuner
Ahausen ligger omkring 10 km sydøst for Sottrum og 10 sydvest for landkreisens administrationsby Rotenburg (Wümme). Byen Verden ligger cirka 25 kilometer syd for Ahausen, ob Bremen ligger ca. 30 km mod vest.